# Szepesi János (klarinétművész)
Szepesi János, dr. (Eger, 1962. február 26. –) Kétszeres Artisjus-díjas és Dohnányi Ernő-díjas klarinétművész. A Magyar Rádió Szimfonikus Zenekarának szólamvezető klarinétosa. 2007-ben DLA doktori címet szerzett.

## Életpályája

### Pályájának kezdete
Zenei tanulmányait kilencéves korában Miskolcon kezdte az Erkel Ferenc Zeneiskolában Novák József tanítványaként, majd 1976-tól a miskolci Bartók Béla Zeneművészeti Szakközépiskolában folytatta, ahol 1980-ban érettségizett.
Főiskolai tanulmányait a Liszt Ferenc Zeneművészeti Főiskola miskolci tanárképző tagozatán kezdte meg Benedek Tamás növendékeként, majd miután 1982-ben felvették a Magyar Rádió Szimfonikus Zenekarába, a budapesti tagozaton szerzett diplomát.
1983-ban részt vett Karl Leister és Michel Arrignon mesterkurzusán. 1984-ben felvételt nyert a Zeneakadémiára, ahol 1987-ben Dittrich Tibor növendékeként diplomázott.
1987-től a bécsi Zeneakadémián tanult, és szerzett művészdiplomát Alfred Prinz és Ernst Ottensamer osztályában.

### Az 1990-es években
1991–1993 a miskolci Bartók Béla Zeneművészeti Szakközépiskola, majd 1994-től 1999-ig a csepeli Zeneművészeti Gimnázium klarinéttanára. 1994 és 2010 között a miskolci Zeneművészeti Főiskolán tanított. Az általa 1994-ben megalapított Budapest Klarinét Quartett a hazai és nemzetközi koncertélet aktív résztvevője, több kortárs hangfelvételt készített a Magyar Rádió és a Hungaroton részére.

### 2000-től
Szólistaként és kamaraművészként számos együttessel és zenekarral koncertezett.
Tanára Dittrich Tibor emlékére létrehozta az Országos Dittrich Tibor korosztályos Klarinétversenyt, amelyet 2017-ben már 3. alkalommal rendeznek meg.

## Díjai, elismerései
- 2005-ben az év zenekari művésze
- Dohnányi Ernő-díjas
- 2009-ben Artisjus-díj
- 2010-ben Artisjus-díj